# إرنست هايز
إرنست هايز (بالإنجليزية: Eben Ernest Hayes)‏ هو مهندس نيوزيلندي، ولد في 1851، وتوفي في 1933.